# Mosiera miraflorensis
Mosiera miraflorensis är en myrtenväxtart som först beskrevs av Attila L. Borhidi och Onaney Muñiz, och fick sitt nu gällande namn av Attila L. Borhidi. Mosiera miraflorensis ingår i släktet Mosiera och familjen myrtenväxter. Inga underarter finns listade i Catalogue of Life.